# Procontra
procontra – das freie Finanzmagazin wurde im Jahr 2007 gegründet und erscheint sechsmal im Jahr mit einer Druckauflage (2015) von 41.000 Exemplaren. Verleger ist die 2008 gegründete Alsterspree Verlag GmbH mit Sitz in Hamburg. procontra zählt als hauseigene Finanzfachzeitschrift zum Titelportfolio des Verlages. Chefredakteur des Magazins ist Matthias Hundt (V.i.S.d.P.).
procontra spricht Berater, Makler und Vermittler der Finanz- und Versicherungswirtschaft an. Ziel ist es, Trends, Entwicklungen, Produkte und Märkte der Branche kontrovers, analytisch und journalistisch fundiert aufzubereiten. Die Leser nutzen procontra als Informationsquelle und Begleiter für ihre tägliche Beratungsarbeit.